# Alphonse-Gruppe
Die Alphonse-Gruppe ist eine Inselgruppe, welche zur Republik der Seychellen gehört. Sie liegt im Indischen Ozean etwa 403 km südwestlich der größten Insel Mahé sowie 87 km südlich der Amiranten. Innerhalb der Seychellen zählt die Alphonse-Gruppe zu den sogenannten Outer Islands.
Entdeckt wurde die Inselgruppe am 28. Januar 1730 vom Ritter Alphonse de Pontevez, dem Kommandanten der französischen Fregatte Le Lys.
Die Gruppe besteht aus zwei Atollen, dem Alphonse-Atoll im Norden, benannt nach dem Entdecker der Inselgruppe, sowie dem Saint-François-Atoll im Süden, benannt nach dem Heiligen Franz von Sales (Saint François de Sales).
Die gesamte Landfläche aller Inseln der Gruppe beträgt 1,936 km², die Fläche inklusive der Lagunen etwa 53 km². Das Alphonse-Atoll ist bewohnt und verfügt über einen kleinen Flugplatz, das Saint-François-Atoll ist unbewohnt und kann von Alphonse aus per Boot erreicht werden.